# Porcellio septentrionalis
Porcellio meridionalis es una especie de crustáceo isópodo terrestre de la familia Porcellionidae.

## Distribución geográfica
Es endémica de La Palma y Tenerife (España).